# Galactia fiebrigiana
Galactia fiebrigiana är en ärtväxtart som beskrevs av Arturo Erhardo Erardo Burkart. Galactia fiebrigiana ingår i släktet Galactia och familjen ärtväxter.

## Underarter
Arten delas in i följande underarter:
- G. f. correntina
- G. f. fiebrigiana
- G. f. pedicellata
- G. f. sericophylla